# Lars Bergström (filosof)
Lars Bergström, född 17 juli 1935, är en svensk filosof och professor emeritus i praktisk filosofi vid Stockholms universitet. Han doktorerade 1966 med avhandlingen The Alternatives and Consequences of Actions och var docent vid Stockholms universitetet från 1967 till 1973. 1974 blev han professor vid Uppsala universitet och från 1987 till 2001 vid Stockholms universitet. 
Han var redaktör för Filosofisk tidskrift från starten 1980 till 2020 och biträdande redaktör för International Studies in the Philosophy of Science. Han är också medlem av Kungliga Vetenskapsakademien, Vetenskapssamhället i Uppsala, Kungliga Humanistiska Vetenskapssamfundet i Uppsala och Det Norske Videnskaps-Akademi.
Bergströms främsta intresseområden är moralfilosofi, värdeteori, politisk filosofi, vetenskapsteori, språkfilosofi, religionsfilosofi och W.V. Quines filosofi.